# Patricia Powell
Patricia Powell (n. 1966 - ) este o scriitoare americană născuta în Jamaica.